# Inghimasi
L'inghimasi (arabe : انغماسي, l'« infiltré ») est un combattant djihadiste équipé d'une arme légère et d'une ceinture explosive. Lors de combats ou d'attentats, l'inghimasi, souvent en première ligne, utilise d'abord son arme et n'actionne sa ceinture qu'en dernier recours. Il se distingue du kamikaze car il peut revenir vivant d'une opération. Ce terme apparaît vers 2013, lors de la guerre civile syrienne et la seconde guerre civile irakienne, il est employé par les djihadistes de l'État islamique et du Front al-Nosra,,,.